# マルタとマリアの家のキリスト (フェルメール)
『マルタとマリアの家のキリスト』（マルタとマリアのいえのキリスト、蘭: Christus in het huis van Martha en Maria、英: Christ in the House of Martha and Mary）は、17世紀オランダ絵画黄金時代の巨匠ヨハネス・フェルメールがキャンバス上に油彩で制作した絵画である。フェルメールがデルフトの聖ルカ画家組合の会員になった1653年12月のすぐ後の1654-1655年ごろに描かれた最初期の作品と推測される。画家の最大の作品であると同時に、現存する唯一の聖書主題の作品ともなっている。1900年ごろ、突如として現れた作品で、ウィリアム・アラン・コウツ (William Alan Coats) の所有となった1901年にフェルメールのモノグラムの署名が発見されて、彼の手に帰されるようになった。1927年にコウツの2人の息子から寄贈されて以来、エジンバラのスコットランド国立美術館に所蔵されている。

## 主題
作品の主題は、『新約聖書』中の「ルカによる福音書」 (10:38-42) から採られている。家でイエス・キリストをもてなそうと給仕に忙しかったマルタは、キリストの話を聞いていた妹のマリアを手伝わせようとした。しかし、キリストは自分の言葉を聞き入っていたマリアのほうを褒め、マルタには物質より精神を優先するように説く。フェルメールは、キリストがマルタに話しかけ、妹のマリアのほうを指差す一瞬を描いている。

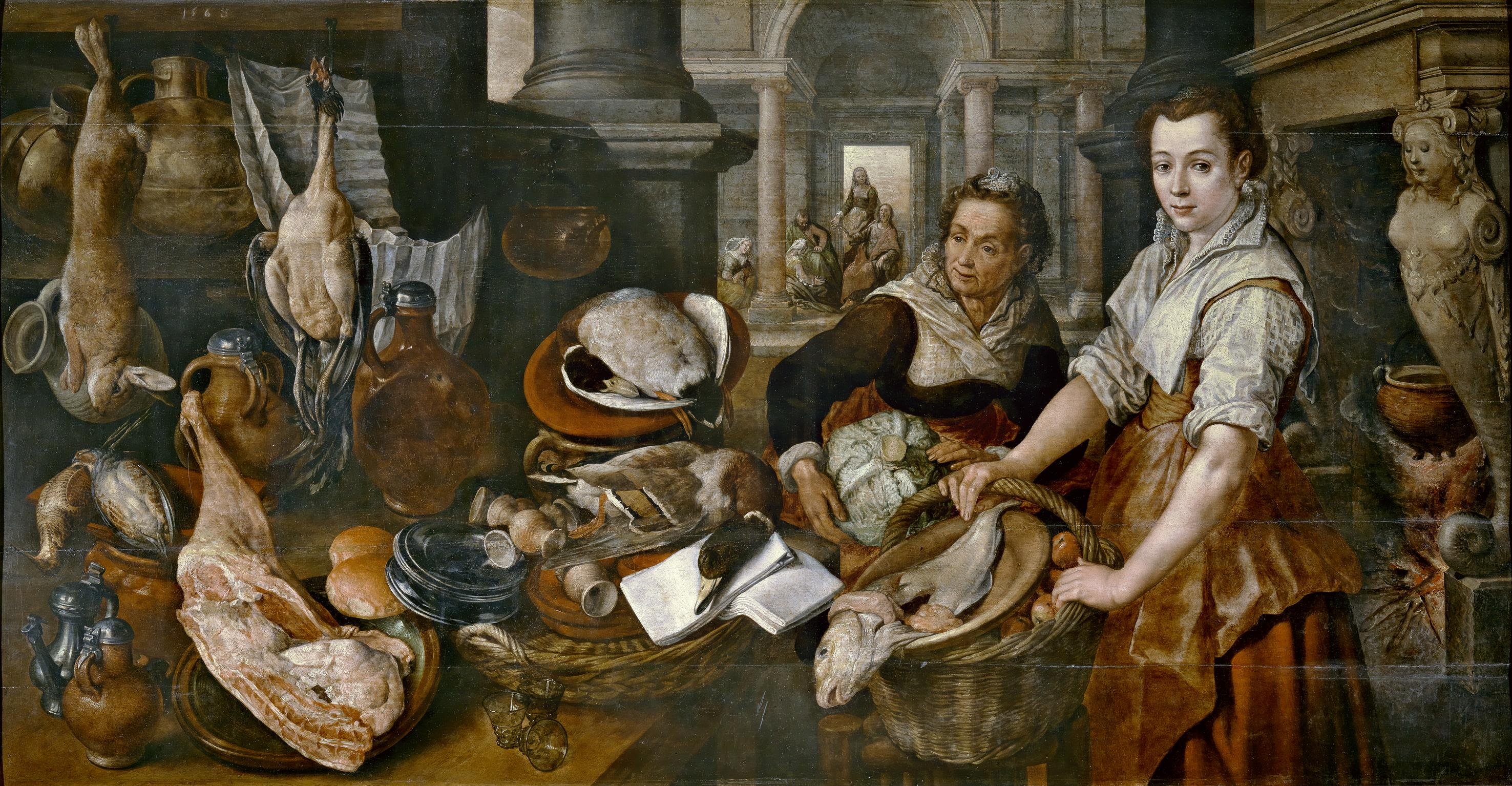
ヨアヒム・ブーケラール『マルタとマリアの家のキリスト』(1568年)、プラド美術館、マドリード

この主題は16世紀以来、イタリアでも北方でも広範に描かれてきたものである。16世紀のネーデルラントでは、ピーテル・アールツェンやヨアヒム・ブーケラールらの台所を描いた作品にこの主題がしばしば描き込まれ、17世紀のフランドルの画家たちの間でいっそう人気を博した。オランダではヤン・ミーンセ・モレナールやヤン・ステーンがこの主題を採りあげ、それらの作品をフェルメールが知っていた可能性は高い。

## 作品
フェルメールのほとんどの作品は風俗画であり、歴史画は本作と『ディアナとニンフたち』 (マウリッツハイス美術館、デン・ハーグ) しか存在しない。唯一の宗教的主題の本作がほかのフェルメールの作品より大きいことを考えると、おそらく特定の依頼によって制作されたのであろう。プロテスタントの国であったオランダに存在した隠れカトリック教会「スハウケルク (schuik)」のために、あるいはより大きな可能性として個人のために描かれたと思われる。フェルメールは1653年に裕福なカトリックの一族の出身であった女性と結婚し、妻の母にあたるマリア・ティンスの家に引っ越したが、フェルメールの義母の名前から『マルタとマリアの家のキリスト』は彼女のために制作されたのではないかとも推測されている。

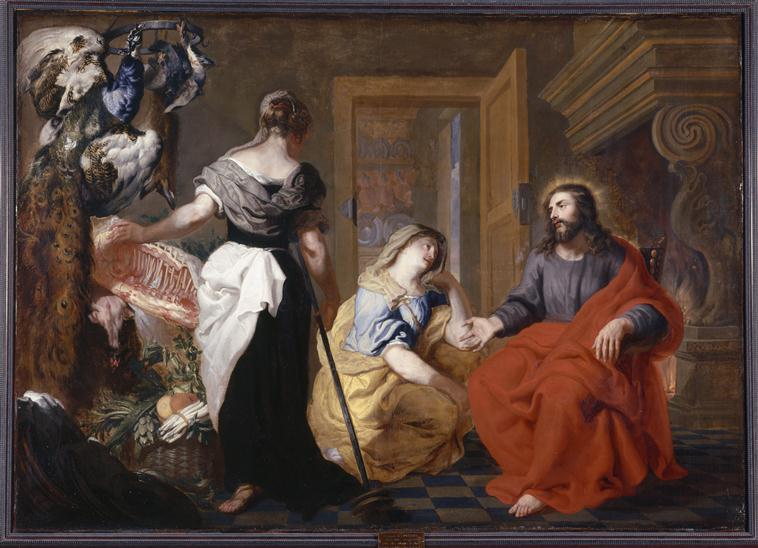
エラスムス・クエリヌス2世『マルタとマリアの家のキリスト』(17世紀)、ヴァランシエンヌ美術館、ヴァランシエンヌ

フェルメールは光と影の描写において、ルーベンスやカラヴァッジョから影響を受けたのであろう。オランダの歴史画家の多くは、カラヴァッジョに触発されている。本作の直接の影響源となったのは、フランドルの画家エラスムス・クエリヌス2世の『マルタとマリアの家のキリスト』 (ヴァランシエンヌ美術館、ヴァランシエンヌ) と考えられる。しかし、クエリヌスの作品には、ブーケラールらの台所の描写に焦点が置かれた作品の名残が認められる。一方、フェルメールは台所の描写を一切しておらず、3人の登場人物のみに関心を集中して緊密な構図にまとめあげている。
注目に値するのは、キリストとマリアをつなぐ要の役割を果たしているマルタの表現である。彼女は、後年のフェルメールの室内画を予告するような伏し目がちの控えめな女性として描かれている。輪郭によらず大きな色面によって把握された彼女の上半身は、テーブルクロスの上にくっきりと浮かび上がるマリアの頭部とともに最も魅力に富んだ部分であり、画家がユトレヒト派のヘンドリック・テル・ブルッヘンの彩色法を学んだことを物語る。
なお、本作は1935年オランダの修復家マルティン・デ・ウィルトによって修復を受けたが、その際に撮影されたX線画像によると、フェルメールがこの大画面の作品にほとんど変更を加えていないことが明らかになった。ほんのわずかに描きなおされたのは、キリストの左手と横顔だけであった。